# Związek Ludowo-Narodowy
A Związek Ludowo-Narodowy, ZLN (em português: União Populista Nacional), foi um partido político polonês do movimento político Narodowa Demokracja, que funcionava na Segunda República Polaca. Reuniu políticos de direita com opiniões conservadoras e nacionalistas. 
Entre 1919 e 1926 o ZLN foi bem sucedido nas eleições, mas devido à falta de consenso com outros partidos não poderia governar sozinho. Só poderia introduzir cargos individuais, bem como ministros bem qualificados (por exemplo, nas áreas financeira, educação ou  Relações Externas) para os governos seguintes depois de 1923 com os Nacionais-Democratas e camponeses (Chjeno-Piast). Nas eleições presidenciais nomearam como próprio candidato, Maurycy Zamoyski, como um contrapeso para o suposto maçom Gabriel Narutowicz e Stanisław Wojciechowski, um trabalhador do Polskie Stronnictwo Ludowe (PSL "Piast") (Partido Popular da Polónia "Piast").  
Após o Golpe de Estado de maio de 1926, o ZLN perdeu importância como resultado da repressão sobre as decisões do regime Sanacja. Conflitos internos e cisões ocorreram, adicionalmente intensificados pelas repressões do regime Sanacja. Em 1928, o ZLN foi transformado no Stronnictwo Narodowe (em português: Partido Nacional).  